# Myrmecaelurus reinhardi
Myrmecaelurus reinhardi là một loài côn trùng trong họ Myrmeleontidae thuộc bộ Neuroptera. Loài này được Hölzel & Ohm miêu tả năm 1991.